# 百戰奇略
《百戰奇略》，又稱《百戰奇法》，是明朝劉基所著的一本軍事著作，內容主要以论述作战原则和作战方法為主。百戰奇謀成書時間，大約是劉基棄官隱居青田的時候。整本書的內容，是集劉基一生作戰及閱讀兵籍之心得大成。

## 內容
《百戰奇略》一書中可體會到劉基的軍事思想，劉基明確反對好戰，認為好戰是違反道德行為，只有萬不得之時方可用兵，若征戰不休，最終會自取滅亡。書中並強調多謀善變，必須靈活變通，不可一成不變、墨守成規，亦有指將領要守信義，與將士甘苦與共，賞罰分明。全書收集從先秦時代到五代散見於史籍中的軍事資料，並按作戰雙方的軍事、經濟、政治等條件，劃分為兩兩相對的百題，分別論述，先題均先解題，後闡明內容、戰略思想。並多次引用尉繚子、三略、六韜等軍事著作的內容語句。並以古代戰例與題目互相印證，相得益彰。其所論述的百題，對現今軍事仍具有參考意義。